# Colegiata de San Isidro
La Real Basílica Colegiata de San Isidro, también llamada Colegiata de San Isidro el Real, es un templo de culto católico situado en el casco histórico de la ciudad española de Madrid, en el número 37 de la calle de Toledo. Fue la catedral provisional de la ciudad hasta 1993, año en el que se consagró la catedral de la Almudena.
El edificio fue construido en el siglo XVII como iglesia del antiguo Colegio Imperial de la Compañía de Jesús, que se encuentra anexo al edificio. En ella se custodian los restos mortales de san Isidro, patrón de Madrid, y de su esposa, santa María de la Cabeza.

## Historia
La iglesia sustituyó a la iglesia de san Pedro y san Pablo, del siglo XVI, que fue demolida, junto al primitivo Colegio Imperial, siguiendo las instrucciones dejadas en su testamento por María de Austria (1528-1603), hija del emperador y rey de España Carlos I. La Emperatriz legó su fortuna a la Compañía de Jesús con el propósito de que se construyera un edificio de nueva planta sobre el solar de la iglesia derribada.

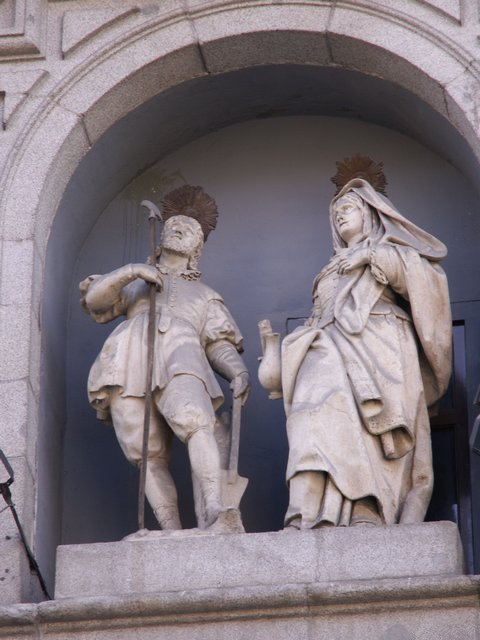
Estatuas de san Isidro y santa María de la Cabeza en la fachada

El templo se debe a un diseño del año 1620, obra del arquitecto Pedro Sánchez. Las obras, que comenzaron dos años después, fueron dirigidas por este maestro hasta 1633 y continuadas posteriormente por Francisco Bautista y Melchor de Bueras, quienes finalizaron la construcción en 1664. La iglesia fue consagrada el 23 de septiembre de 1651, trece años antes de su conclusión, quedando adscrito a la citada orden religiosa y dedicado a san Francisco Javier. 
En el año 1767, con la expulsión de los jesuitas de los territorios de España, decretada por el rey Carlos III, la iglesia se transformó en Colegiata. Quedó entonces bajo la advocación de san Isidro, coincidiendo con el traslado del cuerpo incorrupto del santo desde la iglesia de san Andrés. También fueron trasladadas desde el Oratorio de la Casa de la Villa las reliquias de su esposa, santa María de la Cabeza.
Su interior fue reformado en ocasión de la nueva advocación por el arquitecto neoclásico Ventura Rodríguez, que proyectó un nuevo presbiterio y el retablo del altar mayor, además de una rica decoración.
En 1885, con la constitución de la diócesis de Madrid, pasó a ser la catedral provisional de esta ciudad, rango que ostentó durante más de un siglo, hasta 1993, cuando se concluyó la actual catedral de santa María de la Almudena y san Isidro recuperó la condición de colegiata. Precisamente en las escaleras del templo cayó abatido a tiros el primer obispo de la diócesis, Narciso Martínez Izquierdo el 18 de abril de 1886, asesinado por el sacerdote Cayetano Galeote.
En 1936, el edificio fue incendiado nada más comenzar la guerra civil española. El fuego destruyó numerosas obras de arte, entre ellas el retablo mayor, así como lienzos de Francisco Ricci o Luca Giordano. El incendio también provocó el hundimiento de la cúpula, la primera encamonada de la arquitectura española (estructura de madera –a base de camones– y casquete de yeso colgado). Las crónicas posteriores, en su afán literario por engrandecer la tragedia, hablan de manera errónea de la destrucción de toda la cubierta. Esto se demostró falso a raíz de una investigación llevada a cabo por alumnos de la Escuela de Arquitectura de Madrid: solo se hundió el casquete y la linterna de la cúpula, el resto de cubiertas son originales. Sin embargo, la destrucción de numerosas imágenes, retablos (incluyendo el mayor), pinturas y los daños en la propia estructura del templo fueron muy grandes.
Tras la contienda, todo el templo fue restaurado. El proceso se desarrolló lentamente a lo largo de dos décadas, intentando recuperar en lo posible los elementos originales, hasta culminar en la década de 1960 con la elevación de un tramo nuevo en las torres de la fachada principal, según proyecto del arquitecto Javier Barroso, quien dirigió todo el proceso. Asimismo se hizo una réplica fiel del retablo mayor de Ventura Rodríguez, por la casa Granda.
El templo albergó, hasta la finalización de las obras de la catedral de la Almudena, las imágenes de la Virgen de la Almudena, patrona de Madrid, así como el Cristo de la Buena Muerte, obra magistral de Juan de Mesa. Ambas imágenes fueron trasladadas a la nueva catedral tras su consagración.
Desde 1978 el templo es sede canónica de la Hermandad de Nuestro Padre Jesús del Gran Poder y María Santísima de la Esperanza Macarena, que recoge el testigo de estas dos devociones sevillanas y efectúa su salida procesional de Semana Santa en la tarde del Jueves Santo.

## Descripción

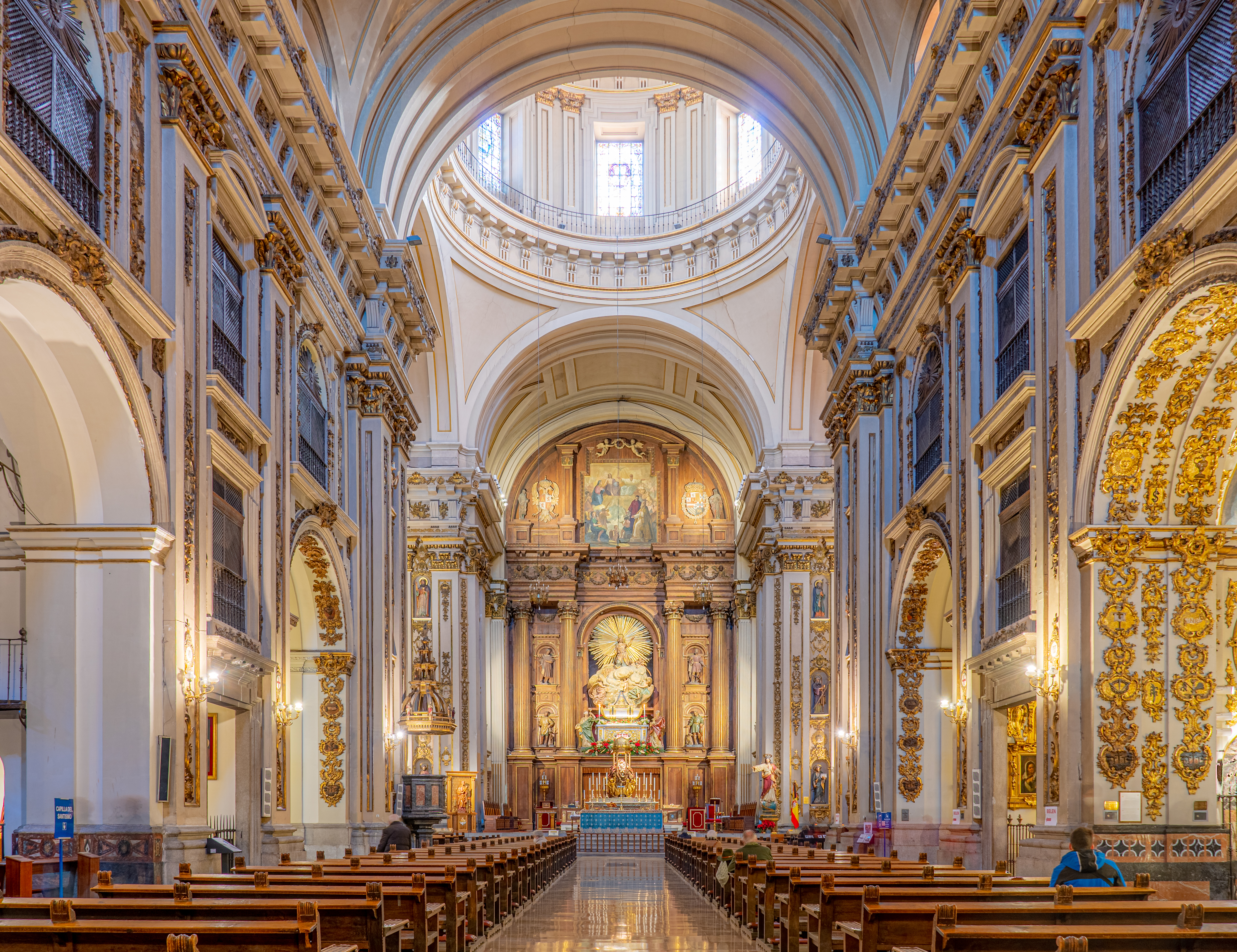
Interior hacia la cabecera.

La colegiata de san Isidro es uno de los edificios más representativos de la arquitectura religiosa madrileña del siglo XVII. Fue levantado en estilo barroco por arquitectos jesuitas, que siguieron el modelo definido en la iglesia del Gesù, de Roma. Su planta de cruz latina de una sola nave, con capillas laterales, crucero y cúpula, denota esta influencia.
La fachada principal, que da a la calle de Toledo, destaca por su aire monumental con reminiscencias palaciales. Realizada en granito, integra un cuerpo central de cuatro columnas corintias, presidido por un grupo escultórico con las efigies de san Isidro y su esposa santa María de la Cabeza. Los capiteles que coronan las columnas son los característicos de Francisco Bautista, quien utilizó en los mismos elementos decorativos personales, como la doble hilera de hojas de acanto con molduras de ovas.
A ambos lados de este cuerpo central se alzan dos pares de pilastras, igualmente corintias, que configuran la vertical de las torres. Estas son de planta cuadrada y presentan balaustrada intermedia. Están rematadas por chapiteles octogonales, que terminan en aguja, añadidos durante la reforma del siglo XX.
Sobre el crucero se levanta la cúpula, igualmente diseñada por Bautista. Es el primer ejemplo de cúpula encamonada, un tipo de falsa cúpula trazada sobre un armazón de madera recubierto de yeso, que, dada su ligereza, facilita su apoyo sobre muros de escaso grosor. La fórmula, ideada por Bautista como medida de abaratamiento de costes, se extendió rápidamente a otras construcciones madrileñas del siglo XVII.
El interior del templo, rico en obras de arte, perdió gran parte de las mismas en el incendio de 1936. Se salvaron, no obstante, el sarcófago con las reliquias de san Isidro y algunas pinturas y esculturas. 

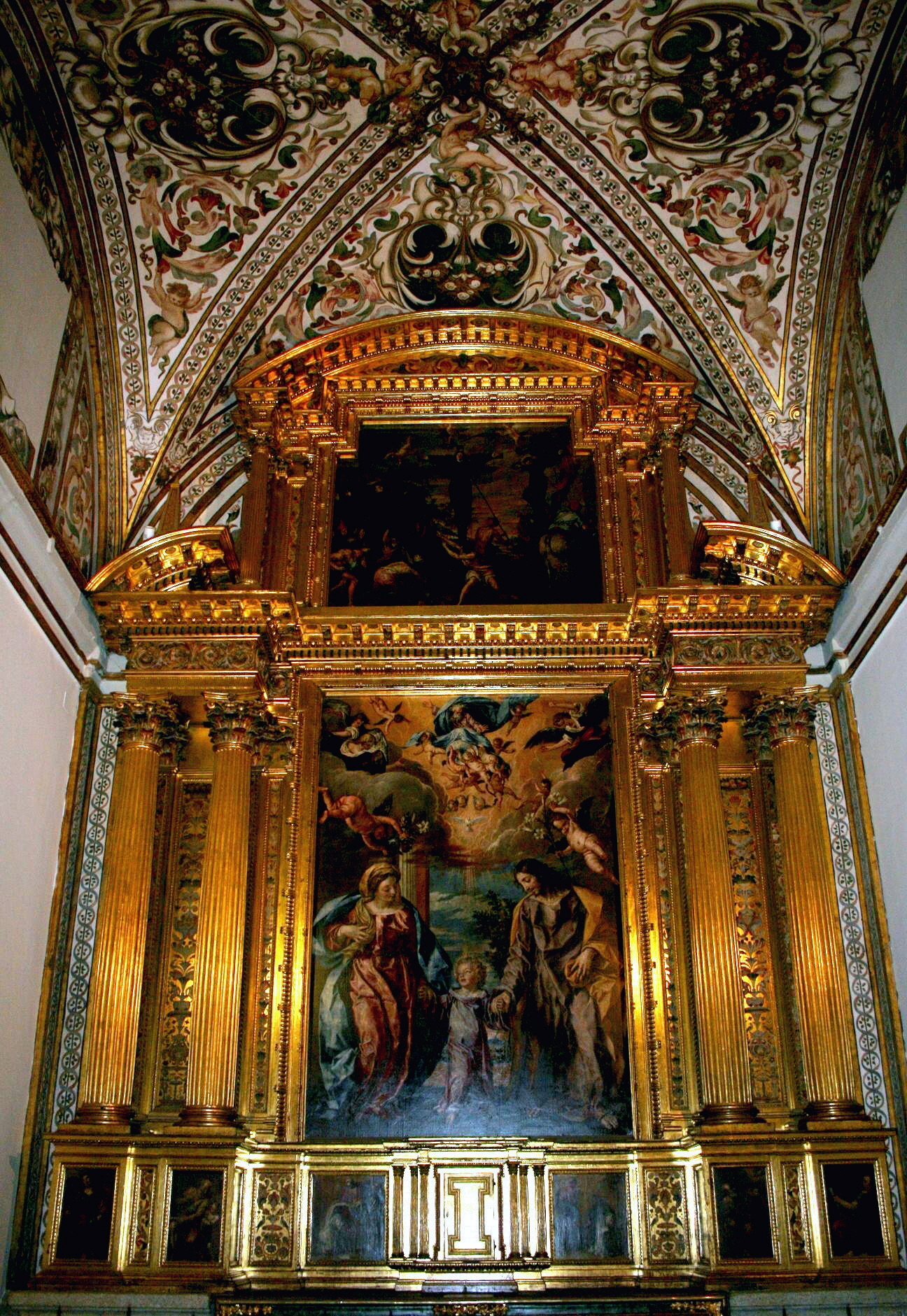
Retablo de la capilla del Pilar, con el cuadro de La Sagrada Familia obra de Herrera Barnuevo (siglo).

Así, la capilla del Pilar conserva un excelente retablo con dos pinturas, Los Santos Mártires del Japón y La Sagrada Familia, ambos obra de Sebastián Herrera Barnuevo, considerada la segunda la obra maestra de este artista; o varios cuadros de Francisco Ricci, entre ellos el que representa La conversión de san Francisco de Borja, en el retablo del brazo izquierdo del crucero. Destaca también la decoración y retablo de la capilla del Jesús del Gran Poder, de exuberancia típicamente barroca y en la que intervinieron Claudio Coello y el citado Francisco Ricci. La capilla de la Dormición muestra, por su parte, un valioso retablo pictórico del siglo XVI y como banco del mismo, un movido relieve escultórico de la Dormición de María, excelente conjunto del barroco madrileño del siglo XVII. En la nave mayor, frente al presbiterio, sobresale el púlpito, realizado en una combinación de mármoles polícromos.
El grandioso retablo mayor, que había sido trazado por Ventura Rodríguez,y que contenía esculturas y pinturas de Manuel Pereira, Juan Pascual de Mena y Anton Raphaël Mengs, entre otros, fue pasto de las llamas. No obstante, fue reproducido fielmente en sus formas en el actual retablo por los artistas José Lapayese y Félix Granda tras la Guerra Civil. En sendas urnas mortuorias dentro del mismo, descansan las reliquias del santo patrono de Madrid y de su mujer, salvados del fuego. Ambos sagrados restos están custodiados por la Real, Muy Ilustre y Primitiva Congregación de San Isidro de Naturales de Madrid.
VISITAS GUIADAS GRATUITAS: La Real Colegiata tiene en servicio una visita guiada gratuita, de una hora de duración.  La visita cuenta toda su grandiosa y, a veces, desventurada historia y pone en valor lo extraordinario de la edificación y su valor espiritual y artístico. La visita se realiza los segundos sábados de mes, de septiembre a junio inclusive, a las 9:30 de la mañana. Para grupos conviene prenotarla anticipadamente en la sacristía. La visita gratuita la prestan los Caballeros de la Orden del Temple.

## Galería de imágenes

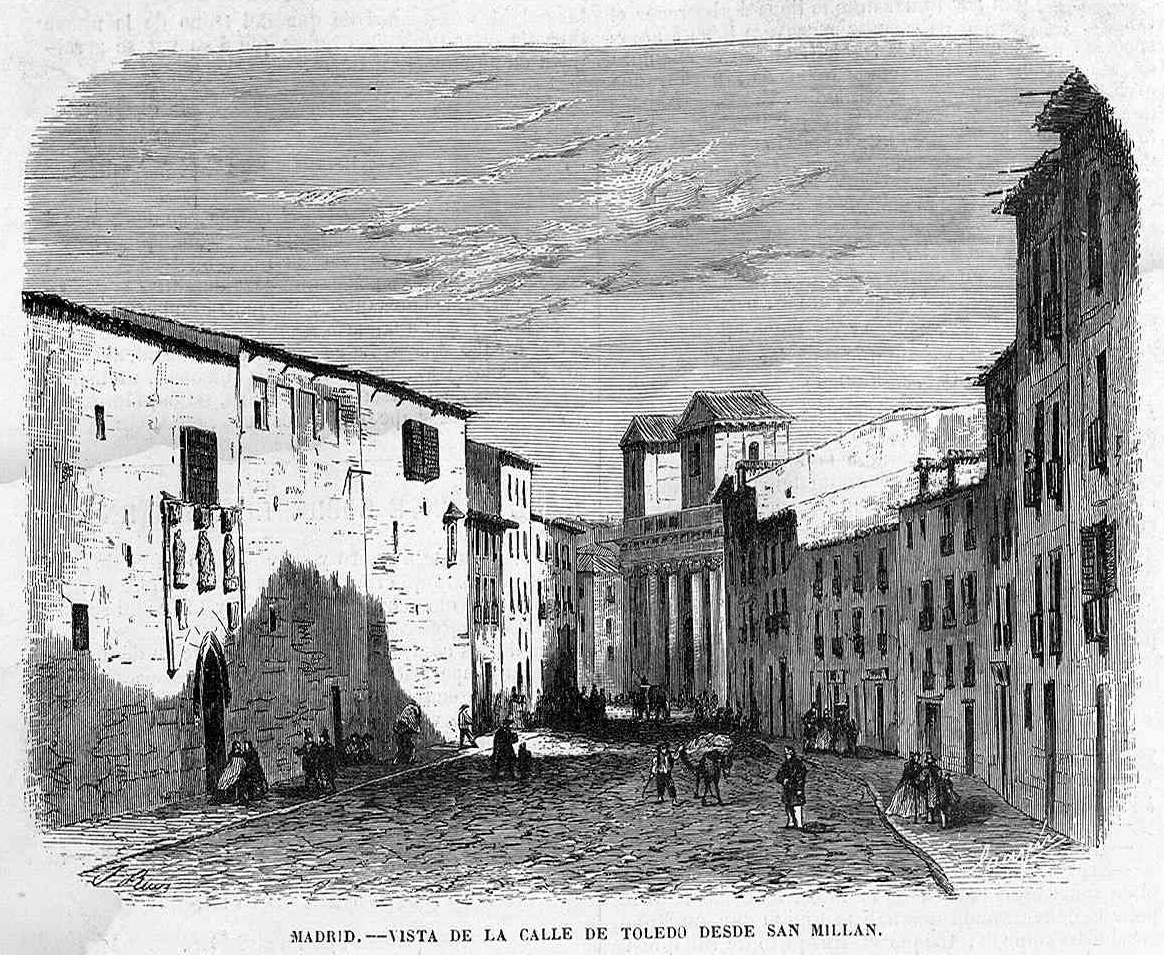
Calle de Toledo con la colegiata de San Isidro en segundo plano (c. 1863).
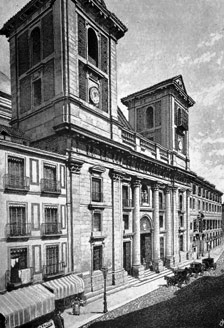
La colegiata en un grabado de 1886. Las torres aún no estaban concluidas.
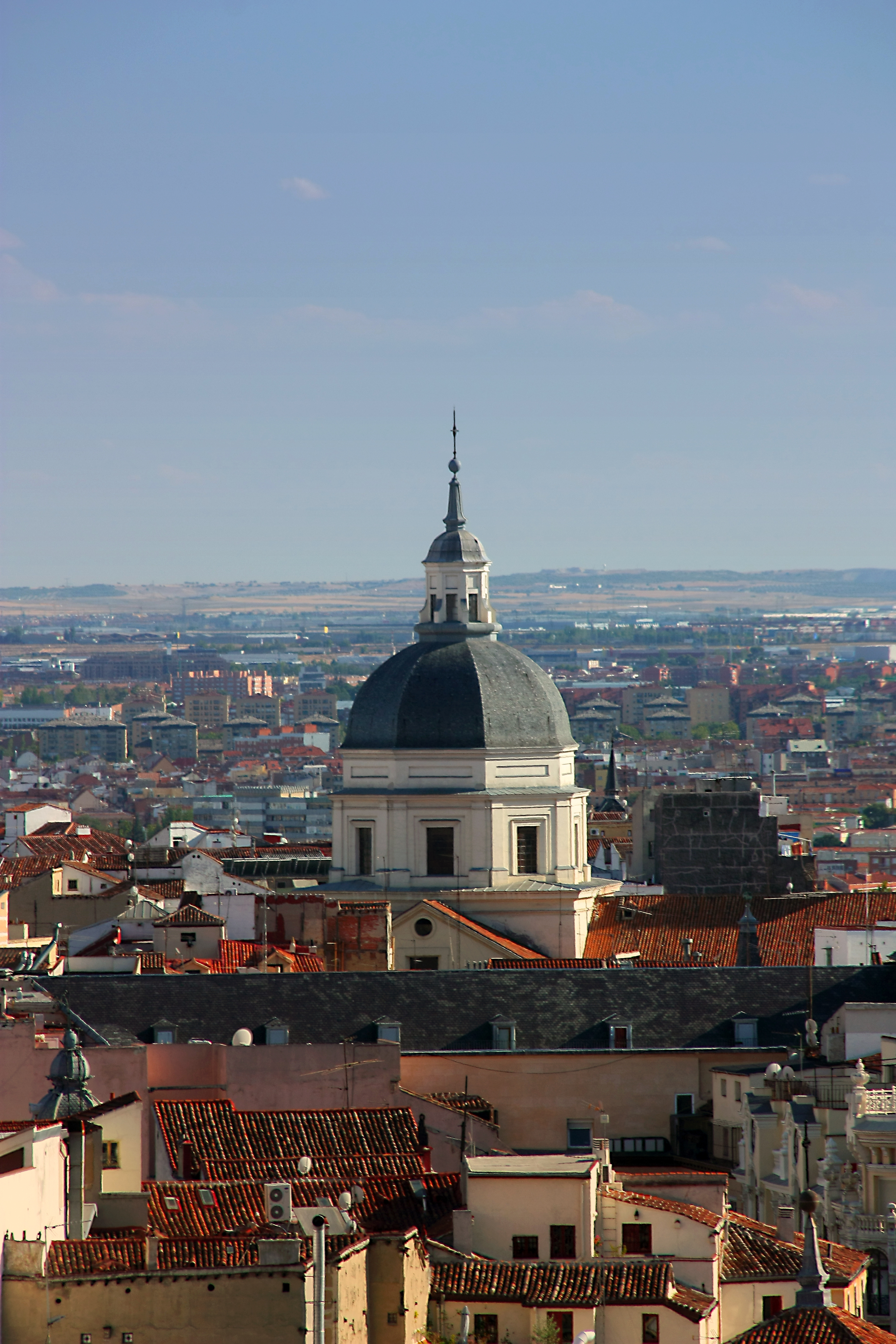
Vista de la cúpula encamonada de la colegiata, sobre los tejados de Madrid.
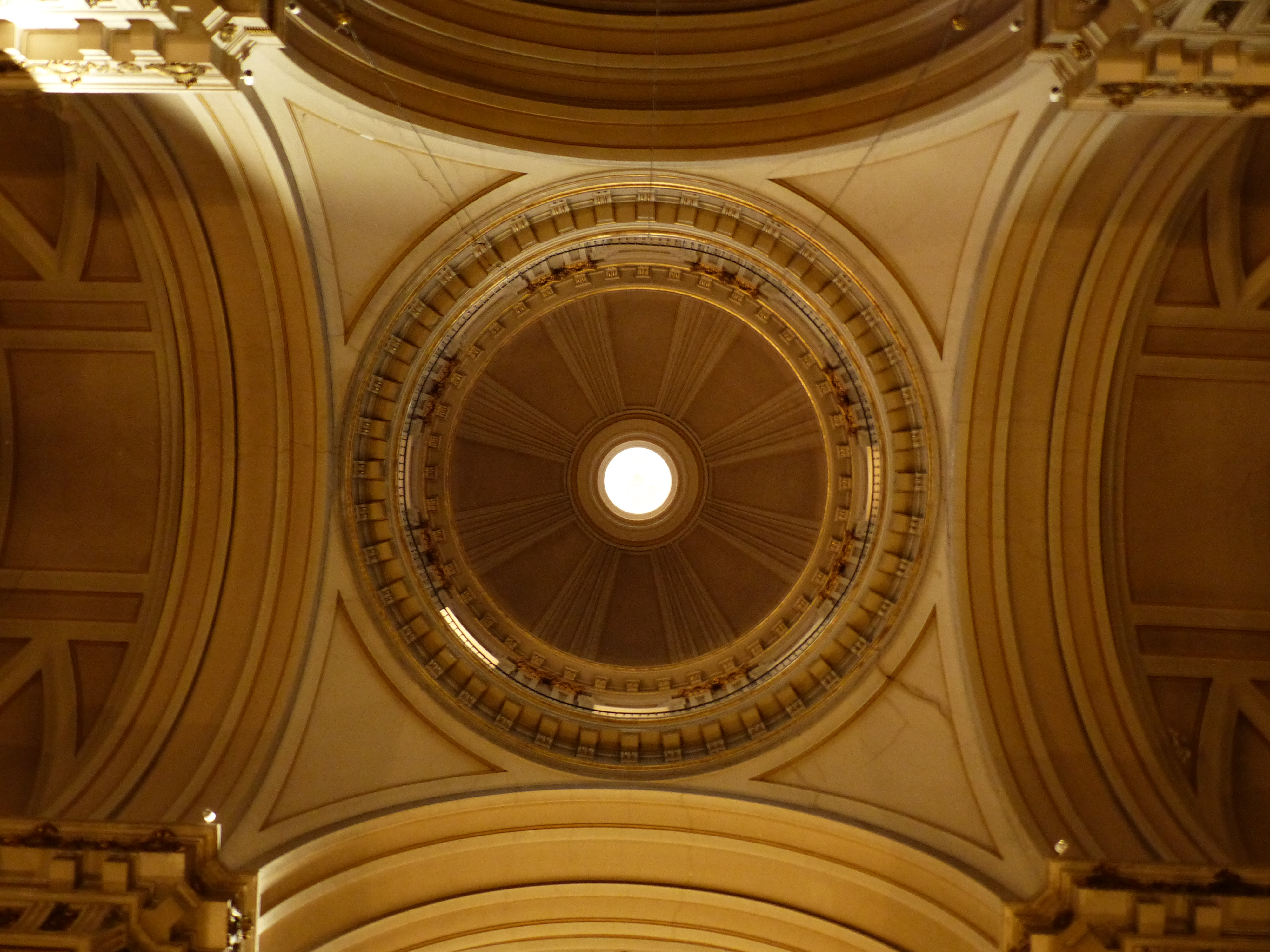
Interior de la cúpula.
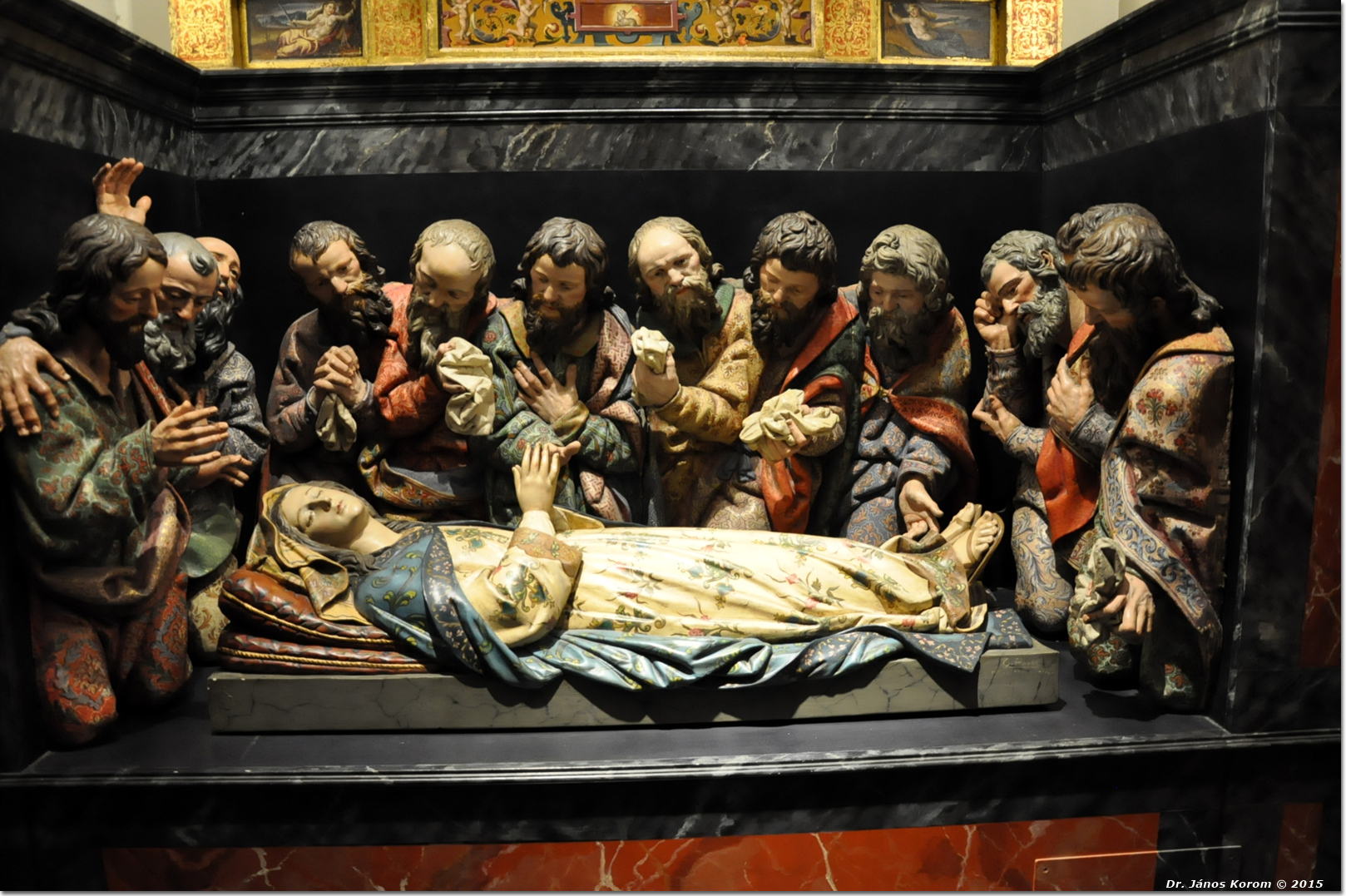
La Dormición de la Virgen, relieve en la capilla de igual nombre.
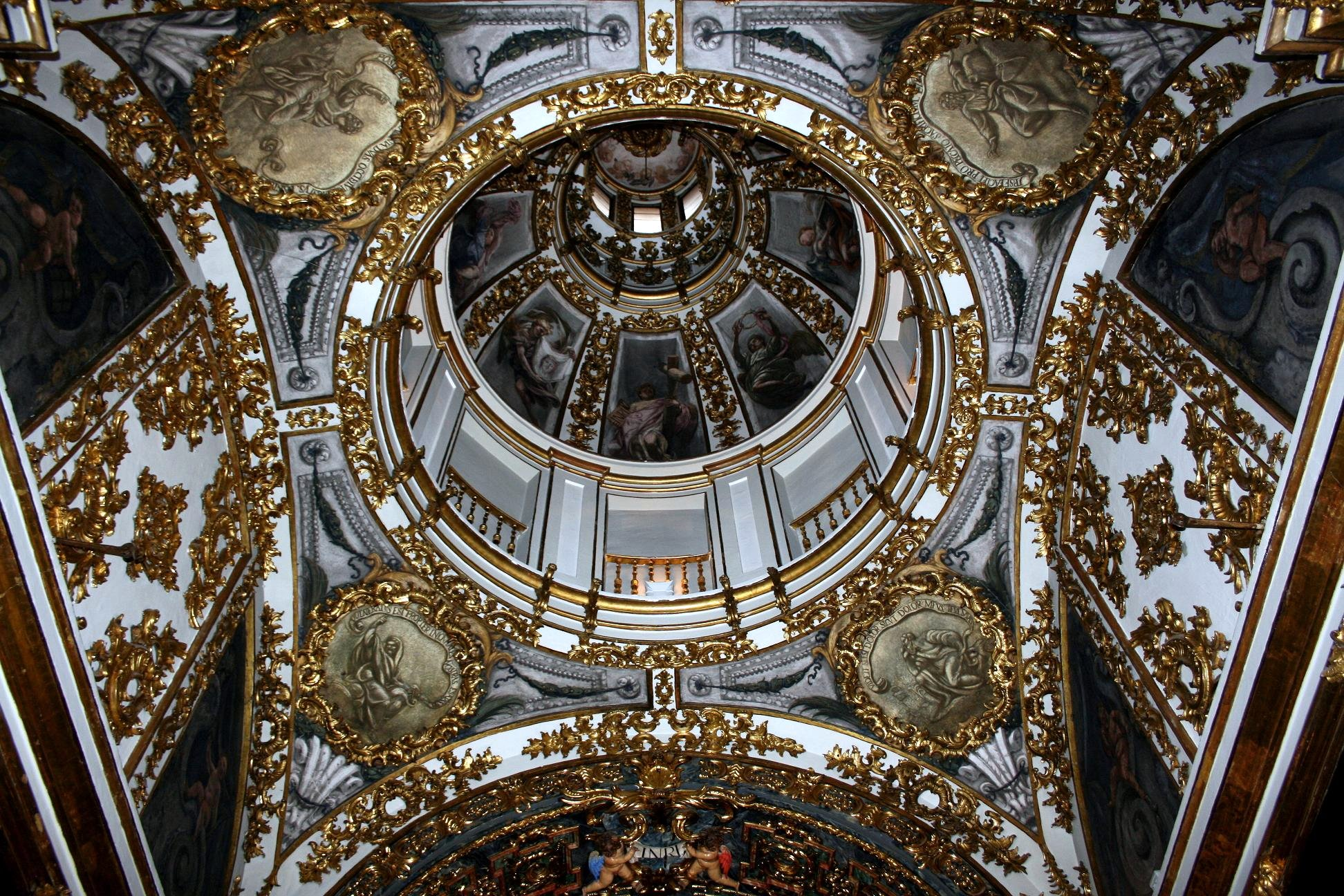
Cúpula de la capilla de Jesús del Gran Poder.
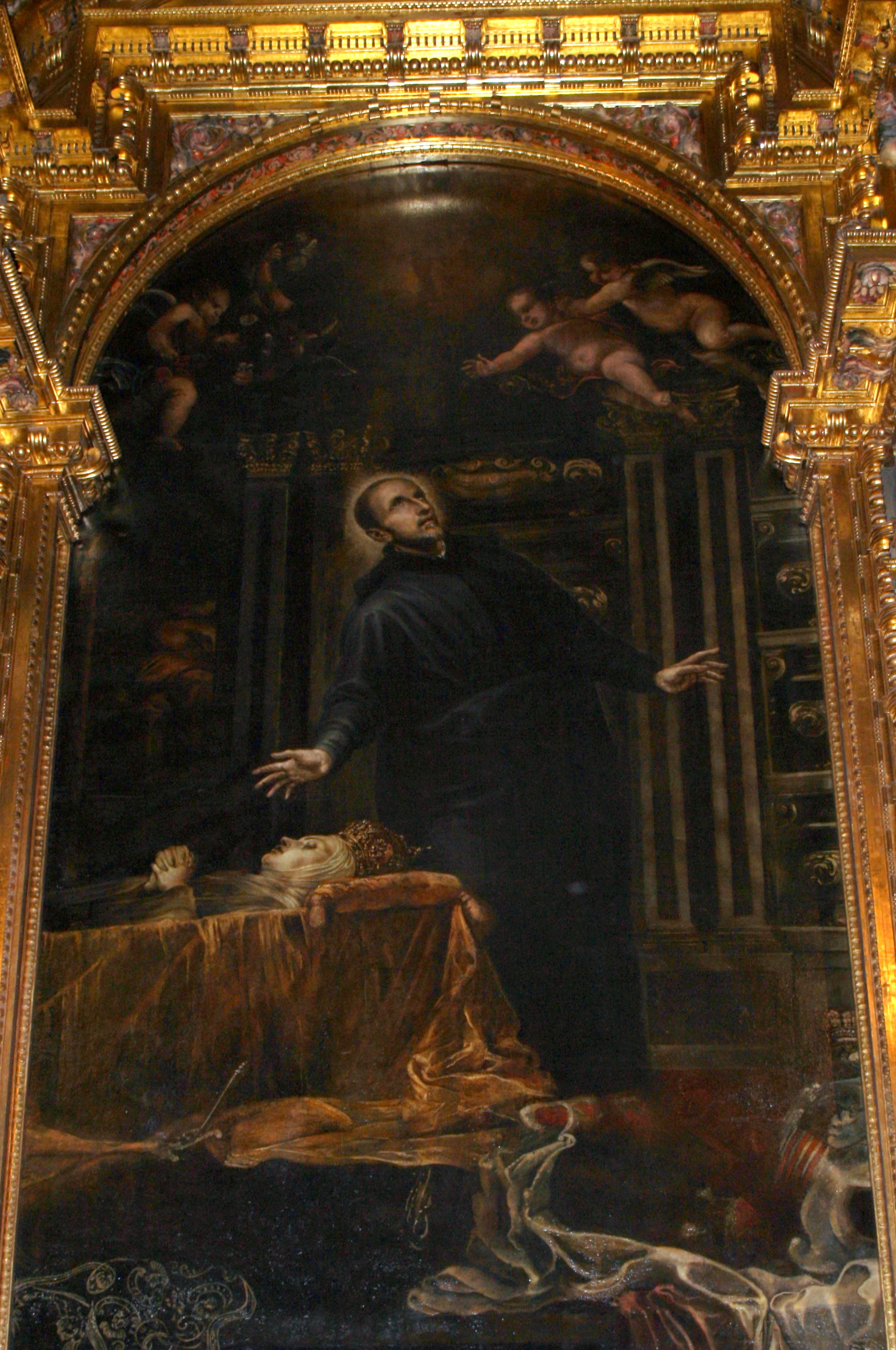
Francisco Ricci: La conversión de san Francisco de Borja, 1658.